# Onorificenze della Repubblica Sociale Italiana
Le Onorificenze della Repubblica Sociale Italiana comprendono medaglie, decorazioni e ordini cavallereschi sia militari sia civili della Repubblica Sociale Italiana. Comprendono i sistemi premiali ufficialmente adottati dalle varie espressioni istituzionali riconosciute dal 1943 al 1945.
Le onorificenze, decorazioni e medaglie istituite e conferite dalla Repubblica Sociale Italiana, decadute con essa nel 1945, non furono riconosciute né dal Regno d'Italia, né dalla Repubblica Italiana.

## Ordini cavallereschi

### Ordine civile e militare dell'Aquila romana (2 marzo 1944 – 25 aprile 1945)
Cavaliere di gran croce dell'Ordine dell'Aquila Romana
 Grande ufficiale dell'Ordine dell'Aquila Romana
 Commendatore dell'Ordine dell'Aquila Romana
 Cavaliere ufficiale dell'Ordine dell'Aquila Romana
 Cavaliere dell'Ordine dell'Aquila Romana
 Medaglia d'argento dell'Ordine dell'Aquila Romana
 Medaglia di bronzo dell'Ordine dell'Aquila Romano
Conferibile sia a cittadini italiani che stranieri.
L'ordine era stato istituito sotto il Regno d'Italia ma la Repubblica Sociale Italiana ne continuò autonomamente il conferimento con insegne modificate ed epurate delle simbologie monarchiche .

### Ordine dei santi patroni d'Italia (11 febbraio 1945 – 25 aprile 1945)
Ordine dei santi patroni d'Italia
Relativamente a questo Ordine non sono reperibili fonti documentali certe ma solo fonti secondarie di tipo aneddotico, estremamente lacunose. Non sembrano essere mai state definite e ancor meno materialmente realizzate le insegne. Gli stessi colori del nastro sono talvolta indicati in modo diverso da quanto qui illustrato.

## Decorazioni al valore (1º dicembre 1943 – 25 aprile 1945)
Medaglia d'oro al valor militare
 Medaglia d'argento al valor militare
 Medaglia di bronzo al valor militare
 Croce di guerra al valor militare
 Croce al merito di guerra, dalla 1ª concessione